# 绍兴府
绍兴府是南宋、明、清三朝设置的府。

绍兴府在浙江省的位置（1820年）

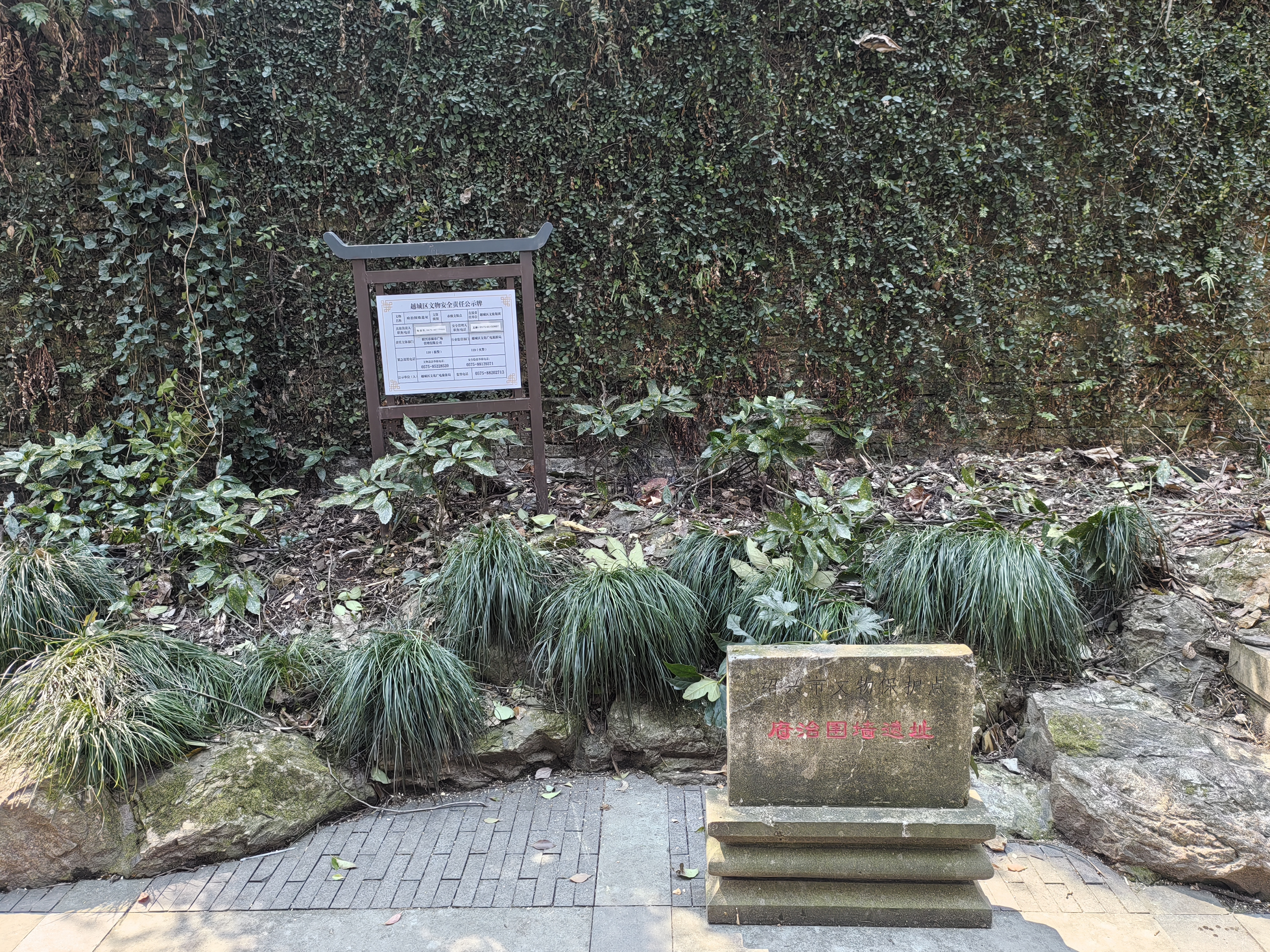
府治圍牆遺址

南宋绍兴元年（1131年），越州升为绍兴府，隶属于两浙东路，明清两代隶属于浙江省，是该省的「上八府」之一，辖区相当于今日的绍兴市以及杭州市萧山区、滨江区、钱塘区（下沙街道、白杨街道除外）、宁波余姚市西部和慈溪市西部。南宋时，绍兴府与本路庆元府、台州、婺州及两浙西路临安府相邻；明清时，绍兴府与本省杭州府、宁波府、台州府、金华府相邻。1912年（民国元年）撤废。

## 行政区划
南宋、明、清3代，绍兴府始终下辖8个县：山阴县、会稽县（2个首县）、萧山县、余姚县、新昌县、诸暨县、上虞县、嵊县。

## 延伸阅读
[在维基数据编辑]
 《欽定古今圖書集成·方輿彙編·職方典·紹興府部》，出自陈梦雷《古今圖書集成》